# 다시점 비디오 부호화
다시점 비디오 부호화, 멀티뷰 비디오 코딩(Multiview Video Coding, MVC, MVC 3D)은 비디오 압축을 위한 스테레오스코픽 비디오 코딩 표준의 하나로, 하나의 비디오 스트림 안에 여러 카메라 각도로부터 동시에 캡처된 비디오 시퀀스의 효율적인 인코딩을 가능케 한다. 2D 플러스 델타 방식을 사용하며 MPEG, VCEG가 공동 개발하였으며 주로 파나소닉과 LG전자 등 수많은 기업들의 기여가 수반되었다.
MVC 포맷팅은 스테레오스코피(양시점)의 3차원 영화, 자유 시점 텔레비전, 다시점 3차원 텔레비전의 인코딩을 위해 고안된 것이다. 스테레오 하이 프로파일은 2009년 6월 표준화되었다. 이 프로파일은 MVC 툴셋에 기반을 두며 스테레오스코픽 블루레이 3D 릴리스에 사용된다.
MVC 스트림은 H.264AVC와 하위 호환되므로 오래된 비디오 플레이어 장치들과 소프트웨어 디코더들이 2번째 뷰에 대한 추가 정보를 무시하면서, 비록 스테레오스코픽 이미지를 이용할 수는 없으나 MVC 비디오 스트림을 디코딩할 수 있다.

## 특허 보유 기관
다음 기관들은 MVC 기술 개발에 기여한 특허를 보유하고 있으며 MPEG LA의 특허 풀에 나열되어 있다.
| 기관                  | 활성 특허 | 만료된 특허 | 전체 특허 |
| --------------------- | --------- | ----------- | --------- |
| 파나소닉              | 607       | 41          | 648       |
| LG전자                | 85        | 2           | 87        |
| 돌비 연구소           | 77        | 3           | 80        |
| 프라운호퍼            | 65        | 0           | 65        |
| 후지쯔                | 59        | 3           | 62        |
| 미쓰비시 전기         | 28        | 21          | 49        |
| GE                    | 31        | 0           | 31        |
| Tagivan II LLC        | 27        | 0           | 27        |
| 지멘스 (기업)         | 14        | 9           | 23        |
| 컬럼비아 대학교       | 0         | 17          | 17        |
| Maxell                | 14        | 0           | 14        |
| 톰슨 라이선싱         | 0         | 14          | 14        |
| Koninklijke KPN N.V.1 | 0         | 13          | 13        |
| 일본전신전화          | 8         | 0           | 8         |
| NTT 도코모            | 6         | 0           | 6         |
| 소니                  | 5         | 0           | 5         |
| 한국전자통신연구원    | 2         | 1           | 3         |
| HP (기업)             | 0         | 1           | 1         |

## 같이 보기
- 디지털 3D
- 스테레오스코피
- TDVision
- 3차원 텔레비전
- 3차원 디스플레이
- 3차원 영화
- 크로스토크
- 스테레오스코피
- 3D 블루레이 디스크